# Gnaphosa petrobia
Gnaphosa petrobia är en spindelart som beskrevs av Ludwig Carl Christian Koch 1872. Gnaphosa petrobia ingår i släktet Gnaphosa och familjen plattbuksspindlar. Inga underarter finns listade i Catalogue of Life.